# Stankowa
Stankowa (623 m n.p.m.) – szczyt w Sudetach Środkowych, w  Górach Sowich, w paśmie Działu Jawornickiego. Stankowa jest najwyższym szczytem Działu Jawornickiego.
Jest to kopulaste wzniesienie częściowo porośnięte lasem świerkowo-bukowym w partii szczytowej i po stronie północno-wschodniej, pozostałą część zboczy oraz podnóże wzniesienia zajmują łąki i pastwiska.
Podczas II wojny światowej w zachodnim zboczu Stankowej Niemcy drążyli sztolnie. Ogółem w zboczu Stankowej wydrążono prawdopodobnie 6 sztolni. Kompleks ten jest słabo poznany ze względu na liczne obwały. Do obecnego czasu rozpoznano zaledwie około 500 m podziemnych wyrobisk.